# Dafne Keen
Dafne Keen Fernández, född 4 januari 2005 i Madrid, är en brittisk-spansk skådespelare som blev uppmärksammad efter att ha spelat rollen X-23 i filmen Logan – The Wolverine (2017). Från 2019 till 2022 spelade hon Lyra Belacqua i TV-serien His Dark Materials.

## Filmografi (i urval)
- 2017 – Logan – The Wolverine
- 2019–2022 – His Dark Materials (TV-serie)
- 2024 – The Acolyte (TV-serie)